# Suikoden II
Suikoden II (幻想水滸伝II, Gensō Suikoden Tsū) é um jogo de RPG desenvolvido e lançado pela Konami para o PlayStation e a segunda versão da série Suikoden. O jogo traz uma série enorme de personagens, com mais de 100 personagens úteis em combate e muitos tem elo com a história.
Suikoden II passa alguns anos apos os eventos do original Suikoden, e tem como eixo central a invasão do Kingdom of Highland às City States of Jowston. O jogador controla um quieto protagonista cujo nome é escolhido no início (chamado de Riou na romantização japonesa e na adaptação no Drama CD; e Tao no mangá); ele é o filho adotado de Genkaku, um heroi que salvou a City-State of Jowston em uma guerra contra Highland anos atrás. O protagonista e seu melhor amigo, Jowy Atreides, ganham cada um parte da Rune of the Beginning, uma das 27 True Runes do universo Suikoden, e acabam envolvidos nas intrigas de invasão e no negro destino daqueles que portam aquelas Runas.

## Recepção
| Publicação               | Score       |
| ------------------------ | ----------- |
| GameSpot                 | 7.6 of 10   |
| IGN                      | 9 of 10     |
| Compilações              | Pont. média |
| GameRankings (23 fontes) | 81 of 100   |
| Metacritic (8 fontes)    | 82 of 100   |

Konami lançou Genso Suikoden I & II, uma compilação dos primeiros dois jogos da série, em 2005 para o PlayStation Portable. No entanto, foi lançado somente para o mercado Japonês. Até a presente data (2017), não houve nenhum movimento para trazê-lo para os mercados europeu e norte-americano.